# 露橋スポーツセンター
露橋スポーツセンター（つゆはしスポーツセンター）は、愛知県名古屋市中川区露橋二丁目にある市営のスポーツ施設である。

## 概要
1982年（昭和57年）6月11日、ナゴヤ球場近隣にオープン。剣道場、柔道場、トレーニング室、屋内プールなどを備えている。
2006年（平成18年）より指定管理者制度を導入し、2012年（平成24年）から名古屋市教育スポーツ協会が管理運営に当たっている。

## 施設

### 競技場
- アリーナ：1,620m2（45m×36m）
- ハンドボール1面、テニス2面、バスケットボール2面、バレーボール（9人制）2面、（6人制）3面、卓球12面、バドミントン10面、体操、その他
- 観覧席：1,326席
- ランニングコース：200メートル

### 剣道場
- 格技場：497.35m2
- 剣道2面
- 観覧席：105席

### 柔道場
- 格技場：497.35m2
- 柔道2面
- 観覧席：105席

### トレーニング室
- 面積：248.86m2
- 器具：49種類115点

### 屋内プール
- 練習用：25m・4コース（水深0.95 - 1.15m）
- 幼児用：24m・1コース（水深0.5 - 0.55m）

## 開催された主なイベント
大仁田厚が中心になり旗揚げされたプロレス団体「FMW」の旗揚げ戦（1989年10月6日）が同所で行われており、インディーズプロレス団体（大日本プロレスなど）を中心に同所で興行が行われることが多いが、新日本プロレス・全日本プロレスの男子メジャープロレス団体やパンクラス、UWFインターナショナルの興行でも使用実績がある。近年はプロレスリングFREEDOMSが使用している。

## 交通アクセス
- 名鉄名古屋本線 山王駅下車、徒歩で約7分。
- JR東海道本線 尾頭橋駅下車、徒歩で約8分。
- 名古屋市営バス：名駅20系統「露橋スポーツセンター」バス停下車、徒歩で約2分。
- 名古屋市営バス：金山21系統・金山23系統・中川巡回系統「五女子」バス停下車、徒歩で約5分。